# Тражим
Тражим је девети албум групе Зана. Изашао је 1993. године у издању ПГП РТС.

## О албуму
Снимљен је фебруара и марта 1993 у студијима 6 и 8 Радио Београд.
Ово је први албум који је изашао у формату ЦД-а и последњи албум издат у формату плоче.
Праћен је спотовима за песме Прича се прича, Из сваке флаше, Немам вирус, немам сиду и насловну нумеру.

## Списак песама
Аутор(и) свих текстова: Марина Туцаковић, аутор(и) свих песама: Зоран Живановић Кикамац и Радован Јовићевић.
| №  | Назив                   | Трајање |  |
| 1. | Прича се прича          | 2:30    |  |
| 2. | Немам вирус, немам сиду | 2:49    |  |
| 3. | Да ли знате енглески    | 3:44    |  |
| 4. | Нема, нема              | 3:06    |  |
| 5. | Приђи, чик приђи ми     | 3:01    |  |
| 6. | Из сваке флаше          | 3:32    |  |
| 7. | Не тражи ме             | 3:12    |  |
| 8. | Тражим                  | 4:08    |  |
| 9. | Сунчев траг             | 4:39    |  |